# Жилка (организованная преступная группировка)
«Жи́лка» — организованная преступная группировка (ОПГ), действовавшая с конца 1970-х до середины 2000-х годов на территории Казани (республика Татарстан) и ряда других регионов России.

## История создания
ОПГ «Жилка» получила своё название от казанского микрорайона Жилплощадка. Основной её бригадой был так называемый «Хайдеровский двор», названный по прозвищу её лидера Хайдара Закирова (Хайдера) (11 октября 1962 — 26 августа 1996), который и стал впоследствии главарём «Жилки». Бригада стала одной из самых жестоких и дисциплинированных группировок Казани. Неоднократно проводились показательные избиения провинившихся членов группировки. Излишняя инициатива не поощрялась: так, одного из членов группировки, без практических оснований убившего двух женщин и ребёнка, его сотоварищи убили сами. «Жилковские» одними из первых стали обзаводиться огнестрельным оружием.
В эпоху так называемого «казанского феномена» группировка, которая в 1980-е годы ещё была обычной молодёжной бандой, запомнилась дракой на Глубоком озере с представителями банды «Грязь»: в побоище участвовали до 60 разных мелких банд с обеих сторон, однако сама драка толком не состоялась благодаря вмешательству милиции, арестовавшей несколько десятков хулиганов.
Постепенно группировка вобрала в себя порядка 20 мелких бригад из всё того же микрорайона Жилплощадка и превратилась в крупное организованное преступное сообщество.

## Первые шаги
«Жилка» некоторое время была достаточно тихой группировкой, однако в 1990-е годы стала одной из мощнейших группировок Татарстана. Первым предприятием, которое было взято под преступный контроль, стал казанский комбинат «Оргсинтез», на котором работало большинство родственников членов группировки. Продукция комбината — полиэтиленовая крошка и плёнка — высоко котировалась на рынке. Хищения с «Оргсинтеза» в особо крупных размерах, в которых были задействованы и коррумпированные чиновники, значительно пополнили «общак» группировки.
Через некоторое время Хайдер был арестован, но вскоре освободился. Позиции группировки не пошатнулись даже после его ареста. В сфере интересов «Жилки» находился Казанский вертолётный завод, имеются данные даже о попытках проникнуть на «АвтоВАЗ».
Сам Закиров быстро стал символом наглости и агрессии в криминальном мире Казани. Многим его активность начала откровенно мешать, поэтому в начале 1990-х годов Закиров принял решение перебраться в Санкт-Петербург.

## «Жилка» в Санкт-Петербурге
Закиров быстро собрал бригаду из своих земляков. По мощности его группировка в Санкт-Петербурге соперничала даже со знаменитыми Тамбовской и Великолукской ОПГ. В 1993 году у «тамбовских» и «казанских» (так стали называть в Санкт-Петербурге группировку Закирова) произошёл конфликт из-за спорного сегмента рынка нефтепродуктов. Бригада Закирова потеряла трёх человек, но ей удалось потеснить противника.
Воспользовавшись войной «великолукских» и «тамбовских», «жилковские» прибрали к рукам отель «Невский палас». «Казанские» тем не менее продолжали нести потери: двое их авторитетов (Мартин и Кжижевич) были осуждены. Удержать позиции группировке удалось лишь с помощью Закирова. «Жилковские» подчиняли себе коммерческие структуры, банки, рынки.
К 1994 году бригада Закирова прочно укрепилась в Санкт-Петербурге. Под их контролем оказался весь Невский проспект и находившиеся на нём фирмы и магазины. «Жилка» имела прочные связи в Москве и Поволжье. Так, ими был взят под контроль практически весь север столицы.
Однако спустя некоторое время умер признанный авторитет московской бригады «казанских» Ленар Речапов, её лидером стал казанский авторитет Радик Юсупов по кличке «Дракон», бывший подчинённый Хайдера. Дракон объявил его своим «кровным врагом», и с тех пор произошёл раскол между «казанскими». В 1994 году Дракон назначил «смотрящим» за Москвой вора в законе по кличке Иглам, отбив эту криминальную должность у Хайдера. Закиров незамедлительно отдал приказ об убийстве Иглама.
Однако «Жилка», ввязавшись в войну с московскими «казанскими», явно не рассчитала силы. Вскоре был убит «правая рука» Закирова — Радик Хуснутдинов по кличке «Ракоша». «Жилковских» отстреливали одного за другим в Казани, Москве, Санкт-Петербурге. 5 октября 1995 года было совершено покушение и на самого Хайдера. Когда двери лифта, в котором ехали он и ещё 4 человека, открылись, по ним был открыт шквальный огонь из автоматов. Трое пассажиров лифта были убиты, а Закиров и ещё один получили тяжёлые ранения, но выжили. Через три часа после доставки Хайдера в больницу в окно палаты, из которой его только что перевели, неизвестные произвели выстрел из гранатомёта. После отдыха в Севастополе Закиров вернулся в Санкт-Петербург, где и погиб 26 августа 1996 года вместе с двумя своими соратниками.

## Борьба за власть
После гибели Хайдера между московскими и петербургскими «казанскими» был заключён мир, однако в «Жилке» развернулась внутренняя борьба за лидерство. Кандидаты в лидеры гибли один за другим. Так, были убиты вор в законе Виктор "Амбал" Михайлов, Александр "Навал" Навалов, Ислам "Исламей" Галимзянов и ещё несколько казанских криминальных авторитетов.
Группировка потеряла своё былое могущество. В 1999 году они неудачно попытались взять под контроль Казанский завод имени Кирова. Когда это не удалось, они убили его директора Халитова и похитили документы на крупную партию продукции завода.
Продолжали заниматься «жилковские» и заказными убийствами. Так, в 2000 году ими был убит Геннадий Хватландзия по прозвищу «Гена-Зверь» или «Абхазец». Хватландзия был в своё время ближайшим приближённым самого Отари Квантришвили.

## Аресты, следствие и суд
В 2001 году бандиты попытались взять под контроль крупный казанский автосалон, в котором для устрашения хозяев взорвали несколько автомобилей. Однако закончить начатое им не удалось — в рядах группировки прошли массовые аресты. Оставшиеся на свободе бежали из Казани. Многие из них были арестованы в Крыму, Москве, Санкт-Петербурге.
Во время следствия «жилковские» бандиты упорно отказывались давать показания, а свидетелей, готовых рассказать о преступлениях «Жилки», было немного. Но тем не менее, следствию удалось доказать большинство преступлений группировки в период с 1995 по 2001 год. В апреле 2002 года бандитам было предъявлено обвинение в совершении многочисленных преступлений, среди которых — около 20 убийств.
В сентябре 2004 года начался суд, который после долгих слушаний вынес окончательный приговор. Лидер ОПГ Юрий Марухин был приговорён к пожизненному заключению, его ближайший помощник Ильсур Гарипов — к 25 годам лишения свободы. Остальные получили от 17 до 22 лет наказания. Многие киллеры группировки к моменту её ареста были уже мертвы, поэтому далеко не все убийства остались доказанными. Прокурор требовал приговорить четверых подсудимых к пожизненному заключению, однако такой приговор получил только Марухин, и в настоящее время он отбывает наказание в исправительной колонии № 18 «Полярная сова».
Весной 2022 года Марухин был этапирован из «Полярной совы», где отбывал своё наказание с 2006 года, в Казань, поскольку признался в ещё одном убийстве, совершённом 25 лет тому назад — убийстве члена ОПГ «Северный» Шитова, который подозревался в убийстве лидера той же группировки Гайнутдинова. По данным следствия, Шитова убили 19 августа 1998 года на территории больницы № 12 города Казани Андрей Арнольд Перевицких и Евгений Жорик Федотов, которым Шитов заплатил 100 тысяч рублей. 26 июля 2023 года Авиастроительный суд признал Марухина виновным в убийстве по предварительному сговору (пункты «ж» и «з» части 2 статьи 105 УК РФ) и приговорил его к 12 годам колонии, а по совокупности назначенных наказаний — к пожизненному лишению свободы. Суд при этом определил зачесть данное наказание в уже отбытый Марухиным срок.

## В массовой культуре
- Документальный фильм «Крёстный отец» из цикла «Криминальная Россия. Развязка».
- Сериал «Слово пацана. Кровь на асфальте».